# Megalochelys
Megalochelys är ett utdött släkte av sköldpaddor som uppkom under pliocen eller möjligen redan under miocen. De sista individerna levde under pleistocen för cirka 120 000 år sedan. Lämningar efter Megalochelys har påträffats i Indien, Myanmar, Thailand, Filippinerna och Indonesien (Sulawesi, Timor, Java och Flores). Släktet innehåller fyra arter, varav den största, Megalochelys atlas, var den största landlevande sköldpaddsarten som någonsin levat. Den hade en sköldlängd på 180–210 centimeter och kunde väga 800–1000 kilogram. Den minsta arten i sin tur var Megalochelys sondaari med en sköldlängd på 70–90 centimeter. Ibland kallas släktet för Colossochelys, vilket betyder kolossalt skal.